# جون كاميوازومي
جون كاميوازومي (باليابانية: 神和住純) مواليد 1 أكتوبر 1947 في إيشيكاوا، هو لاعب كرة مضرب ياباني سابق وكان يلعب باليد اليمنى. أعلى تصنيف له في الفردي كان المركز الـ 78 في سنة 1975. أعلى تصنيف له في الزوجي كان المركز الـ 727 في سنة 1984.

## روابط خارجية
- جون كاميوازومي على موقع رابطة محترفي التنس (الإنجليزية)
- جون كاميوازومي على موقع الاتحاد الدولي لكرة المضرب (الإنجليزية)
- جون كاميوازومي على موقع كأس ديفيز (الإنجليزية)
- جون كاميوازومي على موقع أرشيف التنس.كوم (الإنجليزية)
- جون كاميوازومي على موقع خلاصة التنس.كوم (الإنجليزية)
- جون كاميوازومي على موقع أوليمبيديا (الإنجليزية)